# Мулюков, Муса Гайсович
Муса Гайсович Мулюков (4 февраля 1937, д. Санны, Благоварский район, Башкирская АССР — 9 июня 2022, Уфа) — советский татарский литературовед и фольклорист, журналист, общественный деятель. Кандидат филологических наук (1979), доцент кафедры татарского языка и литературы БГПУ им. М. Акмуллы (1991—2011), почётный профессор кафедры (2016).

## Биография

### Образование
Окончил Уфимский лесотехнический техникум (1959), Башкирский государственный университет (1966), аспирантуру Казанского государственного университета (1972—1975).
В 1979 году защитил диссертацию на соискание ученой степени кандидата филологических наук по теме «Дооктябрьская драматургия Мирхайдара Файзи: Эволюция творческого метода». Научный руководитель — доктор филологических наук, профессор И. З. Нуруллин.

### Трудовая деятельность
В 1961 году техник завода «Гидравлика».
С 1965 года — журналист, в 1986—1991 гг. — главный редактор республиканской общественно-политической газеты на татарском языке «Кызыл тан».
С 1991 по 2011 год в Акмуллинском университете, доцент на кафедре татарского языка и литературы.
Научные интересы: история татарской литературы, теория литературы, фольклор татарского народа, поэтика художественного произведения.
Скончался 9 июня 2022 года в Уфе.

### Общественная деятельность
Депутат Верховного Совета Башкирской АССР (1988).

## Награды
Отличник образования Республики Башкортостан (1992). Награждён Почётной грамотой Республики Башкортостан (2012), благодарственными письмами Министерства культуры Республики Башкортостан и Министерства образования Республики Башкортостан.